# Tour de Galéria
La tour de Galéria (en corse : torra di Galeria) ou tour de Calcinaggia est une tour génoise située dans la commune de Galéria, dans le département français de la Haute-Corse.

## Histoire
La tour de Galéria a été construite de 1551 à 1573 ; la tour littorale et le magasin attenant étaient des édifices militaires. Ils étaient encore en service au début du XVIIIe siècle. En 1792 une explosion de munitions avait détruit l'ensemble. La tour a été partiellement restaurée et le magasin restauré en 1977 pour servir de gîte d'étape. 

## Protection
Propriété de la commune, la tour de Galéria est inscrite monument historique par arrêté du 22 avril 1994.